# Pénzesgyőr
Pénzesgyőr község Veszprém vármegyében, a Zirci járásban.

## Fekvése
A 367 lelket számláló község az Öreg-Bakony egyik legszebb táján található, Zirctől 10 kilométerre nyugatra, Bakonybéltől pedig délre. Főutcája a Zirctől Nagygyimótig tartó 8301-es út, amibe Pénzeskút településrész központjában torkollik bele a Márkótól Hárskúton át idáig húzódó 83 111-es út, 13,3 kilométer után.

## Története
A település és környéke ősidők óta lakott helynek számított. Területéről rézkori, bronzkori leletek, illír, kelta leletek kerültek itt napvilágra.
A három   kisközség  és a környező  puszták  betelepítése a XVIII. században zömmel  katolikus németekkel  történt. 
A mai falu Kőrisgyőr, Kerteskő (korábban Antalháza) és Pénzeskút települések egyesülésével 1956-ban jött létre, a települések  korábban Bakonybél, Lókút ill Szentgál részei voltak . Pénzeskút nevét a környéki források ("kutak") által  felszínre mosott érme alakú  köveknek  köszönheti.  A települést a lótenyésztés bakonyi központjaként emlegetik, mely komoly nemzetközi hírnévre tett szert. Itt élt dr. Rainprecht Antal, a páneurópai gondolat magyarországi zászlóbontója (1926. július 4.).

## Közélete

### Polgármesterei
- 1990–1994: Páder Dezső (független)[4]
- 1994–1998: Páder Rezső (független)[5]
- 1998–2002: Páder Rezső (független)[6]
- 2002–2006: Busz János Sándor (független)[7]
- 2006–2010: Busz János Sándor (független)[8]
- 2010–2014: Busz János Sándor (független)[9]
- 2014–2019: Hajós Ákos (független)[10]
- 2019–2024: Véber Arnold (független)[11]
- 2024– : Véber Arnold (független)[1]

## Népesség
A település népességének változása:
| Lakosok száma | 332  | 340  | 337  | 322  | 318  | 320  | 323  |
|               | 2013 | 2014 | 2015 | 2021 | 2022 | 2023 | 2024 |

A 2011-es népszámlálás során a lakosok 70,4%-a magyarnak, 10,7% németnek mondta magát (29,6% nem nyilatkozott; a kettős identitások miatt a végösszeg nagyobb lehet 100%-nál). A vallási megoszlás a következő volt: római katolikus 61,3%, református 2,4%, evangélikus 0,3%, felekezeten kívüli 7% (29% nem nyilatkozott).
2022-ben a lakosság 93,1%-a vallotta magát magyarnak, 2,8% németnek, 0,3% horvátnak, 1,9% egyéb, nem hazai nemzetiségűnek (6,6% nem nyilatkozott; a kettős identitások miatt a végösszeg nagyobb lehet 100%-nál). Vallásuk szerint 29,2% volt római katolikus, 0,6% református, 0,3% evangélikus, 0,3% görög katolikus, 2,2% egyéb katolikus, 5,7% felekezeten kívüli (61,6% nem válaszolt).

## Nevezetességei
A község kultúrháza Vörösmarty Mihályról lett elnevezve, aki jó kapcsolatot tartott fenn a bakonybéli kolostorban élőkkel. A környék kiváló kirándulóhelyei, pl. a Szömörke-völgy, a Som-hegy barlangjai, a ritka kőzetek és a sok forrás vonzzák a turistákat. A zavartalan pihenést egy új, nyolc faházból álló önkormányzati szálláshely biztosítja.